# U-483
| U-483                      | U-483                                                          | U-483                                                          |
| -------------------------- | -------------------------------------------------------------- | -------------------------------------------------------------- |
|                            |                                                                |                                                                |
|                            |                                                                |                                                                |
|                            |                                                                |                                                                |
| Під прапором               | Третій рейх                                                    | Третій рейх                                                    |
| Спуск на воду              | 30 жовтня 1943 року                                            | 30 жовтня 1943 року                                            |
| Виведений зі складу флоту  | 9 травня 1945 року                                             | 9 травня 1945 року                                             |
| Сучасний статус            | потоплено                                                      | потоплено                                                      |
| Проєкт                     |                                                                |                                                                |
| Тип ПЧ                     | Торпедний ДПЧ                                                  | Торпедний ДПЧ                                                  |
| Основні характеристики     |                                                                |                                                                |
| Швидкість (надводна)       | 17,7 вузлів                                                    | 17,7 вузлів                                                    |
| Швидкість (підводна)       | 7,6 вузлів                                                     | 7,6 вузлів                                                     |
| Робоча глибина занурення   | 100 м                                                          | 100 м                                                          |
| Гранична глибина занурення | 220 м                                                          | 220 м                                                          |
| Екіпаж                     | 44 осіб                                                        | 44 осіб                                                        |
| Розміри                    |                                                                |                                                                |
| Довжина найбільша (по КВЛ) | 67,1 м                                                         | 67,1 м                                                         |
| Ширина корпусу найб.       | 6,2 м                                                          | 6,2 м                                                          |
| Висота                     | 9,6 м                                                          | 9,6 м                                                          |
| Середня осадка (по КВЛ)    | 4,70 м                                                         | 4,70 м                                                         |
| Водотоннажність надводна   | 769 т                                                          | 769 т                                                          |
| Озброєння                  |                                                                |                                                                |
| Артилерія                  | одна палубна гармата калібру 88-мм, одна 20-мм зенітна гармата | одна палубна гармата калібру 88-мм, одна 20-мм зенітна гармата |
| Торпедно- мінне озброєння  | 4 носових і один кормовий ТА. 14 торпед або 26 мін             | 4 носових і один кормовий ТА. 14 торпед або 26 мін             |

U-483 — німецький підводний човен типу VIIC, часів Другої світової війни.
Замовлення на будівництво човна було віддане 5 червня 1941 року. Човен був закладений на верфі суднобудівної компанії «Deutsche Werft AG» у місті Кіль 20 березня 1943 року під заводським номером 318, спущений на воду 30 жовтня 1943 року. 22 грудня 1943 року увійшов до складу 5-ї флотилії. Також за час служби входив до складу 3-ї та 11-ї флотилій. Єдиним командиром підводного човна був капітан-лейтенант Ганс-Йоахім фон Морштайн.
Човен виконав 2 бойових походи, в яких пошкодив один військовий корабель.
Капітулював 9 травня 1945 року у Тронгеймі, Норвегія. 29 травня 1945 року переведено до Лох-Раяну. Потоплено 16 грудня 1945 року північніше Ірландії (56°10′ пн. ш. 10°05′ зх. д. / 56.167° пн. ш. 10.083° зх. д.) в рамках проведення операції «Дедлайт».

## Потоплені та пошкоджені кораблі[3]
| Назва        | Тип    | Належність      | Дата             | Тоннаж (БРТ) | Вантаж | Статус     | Місце                                                      |
| HMS Whitaker | фрегат | Велика Британія | 1 листопада 1944 | 1 300        |        | пошкоджено | 55°30′ пн. ш. 07°39′ зх. д. / 55.500° пн. ш. 7.650° зх. д. |